# Европейская федерация хоккея на траве
Европейская федерация хоккея на траве (англ. European Hockey Federation, сокр. EHF) — структура, управляющая европейским хоккеем на траве. Объединяет 44 национальные федерации. Представляет Международную федерацию хоккея на траве (ФИХ) в европейских странах. Штаб-квартира находится в столице Бельгии Брюсселе. 

## История
Европейская федерация хоккея на траве основана в мае 1969 года в Кардиффе (Уэльс) по инициативе национальных ассоциаций Бельгии, Испании, Польши, Уэльса и Франции. 
В 1970 году в Брюсселе (Бельгия) EHF провела первый чемпионат Европы по хоккею на траве среди мужских команд. Первый аналогичный женский турнир прошёл в 1984 году в Лилле (Франция).
С 1976 проводятся чемпионаты Европы среди мужских, а с 1977 — и среди женских молодёжных сборных команд. С 2003 разыгрываются европейские первенства среди юниоров в двух возрастных категориях.
С 1974 года проходят чемпионаты Европы по индорхоккею.

## Президенты EHF
1969—1973 —  Пабло Негре
1974—2003 —  Ален Дане
2003—2008 —  Леандро Негре
2008—2011 —  Мартин Готридж
2011—2023 —  Марейке Флёрен
с 2023 —  Маркос Хофман

## Структура EHF
Высший орган Европейской федерации хоккея на траве — Ассамблея, созываемая раз в два года.
Для решения задач, поставленных Ассамблеей перед EHF, а также уставных требований, делегаты ассамблеи сроком на 4 года избирают Исполнительный совет в количестве 11 человек. Он собирается не реже одного раза в год. Руководит его работой Президент Европейской федерации хоккея на траве.
Для решения специальных задач, стоящих перед EHF, в её структуре созданы постоянные технические комитеты: организационный, финансовый, юридический, назначений, индорхоккея и другие.

## Официальные соревнования
В рамках своей деятельности Европейская федерация хоккея на траве отвечает за проведение следующих турниров:

### Хоккей на траве
- Чемпионаты Европы среди национальных сборных команд — один раз в два года по нечётным годам
- Чемпионаты Европы среди молодёжных сборных команд — один раз в два года по чётным годам
- Чемпионаты Европы среди юниорских сборных команд — один раз в два года по нечётным годам (возраст участников до 18 лет), один раз в два года по чётным годам (возраст участников до 16 лет)
- Европейские турниры среди клубных команд (мужчины — Лига чемпионов и Trophy Challenge, женщины — Кубок чемпионов EHF и Кубок обладателей кубков EHF) — ежегодно

### Индорхоккей
- Чемпионаты Европы среди национальных сборных команд — один раз в два года по чётным годам
- Чемпионаты Европы среди молодёжных сборных команд — один раз в два года по нечётным годам
- Европейские турниры среди клубных команд (Кубок чемпионов среди мужчин и женщин) — ежегодно

## Члены EHF
| - Австрия - Азербайджан - Англия - Армения - Белоруссия - Бельгия - Болгария - Великобритания - Венгрия - Германия - Гибралтар - Греция | - Грузия - Дания - Израиль - Ирландия - Испания - Италия - Кипр - Латвия - Литва - Люксембург - Мальта | - Молдавия - Нидерланды - Норвегия - Польша - Португалия - Россия - Румыния - Северная Македония - Сербия - Словакия - Словения | - Турция - Украина - Уэльс - Финляндия - Франция - Хорватия - Чехия - Швейцария - Швеция - Шотландия - Эстония |